# Jamis-Sutter Home/2012
Deze pagina geeft een overzicht van de wielerploeg Jamis-Sutter Home in 2011.

## Renners
| Naam                      | Geboortedatum | Nationaliteit    | Ploeg 2011          |
| ------------------------- | ------------- | ---------------- | ------------------- |
| Luis Amarán               | 07-04-1979    | Cuba             |                     |
| Fernando Antogna          | 21-12-1976    | Argentinië       |                     |
| Alejandro Alberto Borrajo | 24-04-1980    | Argentinië       |                     |
| Anibal Andres Borrajo     | 16-11-1982    | Argentinië       |                     |
| James Driscoll            | 11-11-1986    | Verenigde Staten |                     |
| Bradley Gehrig            | 20-09-1986    | Verenigde Staten |                     |
| Carson Miller             | 09-01-1989    | Verenigde Staten | Jelly Belly-Kenda   |
| Philip Mooney             | 11-11-1985    | Verenigde Staten | Team Raleigh        |
| Eric Schildge             | 29-04-1988    | Verenigde Staten |                     |
| Jackie Simes              | 05-11-1988    | Verenigde Staten |                     |
| Peter van Dijk            | 10-03-1986    | Nederland        | Neoprof             |
| Kyle Wamsley              | 01-03-1980    | Verenigde Staten | Bissell Pro Cycling |
| Tyler Wren                | 04-03-1981    | Verenigde Staten |                     |

2003 · 2004 · 2005 · 2006 · 2007 · 2008 · 2009 · 2010 · 2011 · 2012